# ريد آرفين
ريد آرفين (بالإنجليزية: Reed Arvin)‏ هو منتج أسطوانات وعازف بيانو ومؤلف أمريكي.
أنتج آرفين تسعة ألبومات للمغني ريتش مولينز بما في ذلك مجموعتان من «أفضل» المجموعات، الأغاني والأغاني 2.
نُشرت رواية آرفين الأولى بعنوان الريح في القمح عام 1994. نُشرت روايته الثانية، وهي رواية قانونية بعنوان الإرادة، عام 2000.

## فهرس
- الريح في القمح، 1994
- الإرادة،2000
- اخر وداع
- دم الملائكة